# Ashley J. Williams
Ashley J. "Ash" Williams (Ashly u originalnom scenariju za The Evil Dead) fikcijski je protagonist filmske horror franšize The Evil Dead. Tumači ga američki glumac Bruce Campbell, a stvorio ga je Sam Raimi. Pojavivši se najprije u filmu The Evil Dead, Ash je postao ikona modernog horror filma i jedan od rijetkih jako obožavanih likova iz žanra. Najčešće je prikazan izgledom s kraja drugog nastavka - u plavoj, poderanoj košulji, naoružan odsječenom sačmaricom, te motornom pilom učvršćenom na mjestu šake desne ruke, koju je izgubio ranije u borbi.

## Fikcijska biografija
Ash je u ranim 20-im godinama i živi normalnim životom. Zaposlen je u supermarketu S-Mart, u odjeljku za kućanske aparate. Ima djevojku Lindu.

### The Evil Dead
U The Evil Dead, Ash i njegova djevojka Linda, sestra Cheryl, te prijatelji Scotty i Shelly odlučuju provesti nekoliko dana u drvenoj kolibi u šumi Naturon Demanto (preimenovana i moguće prevedena kao Necronomicon ex Mortis u nastavcima), Knjigu Mrtvih, zajedno s kasetofonom. Na vrpci je audio snimka vlasnika kolibe, koji je prevodio ulomak iz knjige. Preslušavši snimku, Ash i njegovi prijatelji probude zle duhove koji sada mogu opsjednuti žive. Ashovi prijatelji i sestra opsjedani su i ubijeni jedan po jedan, sve dok on ne ostaje posljednji preživjeli. Uništava Necronomicon bacivši ga u vatru, zbog čega su se opsjednuta tijela Scottyja i Cheryl naglo raspala i "umrla", a zlo se prividno povuklo. No, film završava scenom u kojoj sam Ash biva opsjednut zlim duhom.

### Evil Dead II: Dead by Dawn
Evil Dead II nastavlja priču prvog dijela, ali ponešto izmijenjenu. Naime, na početku smo upoznati samo s Ashovom curom Lindom koja zajedno s njime putuje automobilom u kolibu u istoimenoj šumi. Događaji se ponove, te pustivši audio snimku, Ash osobađa zle duhove i daje im pravo da opsjednu žive. Prva žrtva je njegova djevojka Linda, koja opsjednuta zlim duhom napada Asha, te joj on u samoobrani odsječe glavu i pokopa tijelo, ali ona oživljava i ugrize ga za desnu šaku. Zatim zli duh napada i opsjeda Asha i odbacuje ga daleko u šumu, gdje udari u drvo, padne na tlo u lokvu blata i onesvijesti se. Ovdje postaje Deadite (pogledaj Deadite Ash, ispod), ali ubrzo je demon istjeran s izlaskom sunca, a Ash se ponovno onesviješćuje. Budi se netom prije zalaska sunca, odlučivšim automobilom pobjeći iz šume. No dolazi do mosta, koji je prije bio čitav, no sada je u potpunosti uništen od strane demona te mu je bijeg onemogućen. U trenutku kada sunce zađe, zle sile počnu proganjati Asha, no on bježi automobilom natrag do kolibe vozeći vrlo brzo te udari u panj i biva odbačen kroz vjetrobransko staklo na tlo. 
Uspijeva pobjeći u kolibu, sakrije se te zli duh odustaje od potjere i izlazi iz kolibe, ali ne napušta šumu. Ash se nalazi zarobljen u kolibi dok vani vrebaju zle sile. Zbog ugriza, njegova desna šaka biva opsjednuta te ju on odsječe s motornom pilom. U međuvremenu, Annie, kćer vlasnika kolibe stiže sa svojim dečkom i dvoje stranaca u kolibu u potrazi za roditeljima, a sa sobom nosi nekoliko stranica iz Knjige Mrtvih. No, svi redom bivaju opsjednuti zlim duhovima i pogibaju, a jedni preživjeli su Ash i Annie. Pri kraju filma Ash učvršćuje motornu pilu na mjesto desne šake, što mu postaje zaštitno oružje. U pokušaju da zaustave zlo, čitajući odlomke iz Knjige Mrtvih otvaraju portal kroz vrijeme, koji Asha uvuče i izbacuje u prošlost, točnije - u godinu 1300. nove ere. Time je ispunjeno proročanstvo o "Čovjeku koji je pao s neba" i oslobodio ljudski rod od zlih duhova.

### Army of Darkness
Posljednji nastavak, započinje kratkim uvodom u kojem Ash objašnjava što mu se točno dogodilo i kako je stigao u prošlost. No, početak (tj. kraj drugog dijela) je opet izmijenjen te Ash ne biva dočekan kao spasitelj, već je zarobljen i odveden na dvor kraja Arthura čija vojska vodi beznadni rat protiv Vojske Mrtvih.
Ash se pridružuje kralju Arthuru, te mora pobijediti svoj zli alter-ego poznat kao "Zli Ash" koji postaje vođa Vojske Mrtvih. Ash konstruira mehaničku šaku od starog viteškog oklopa, kojom zamjenjuje motornu pilu. Ash ima ljubavnu aferu sa Sheilom, lokalnom djevoskom. Upušta se u opasnu misiju pronalaska Necronomicona. Na kraju dolazi do sukoba, u kojem ujedninjene voske bivših neprijatelja, kralja Arthura i vojvode Henryja Crvenoga, predvođene Ashom zadaju konačan poraz Vojsci Mrtvih i uništavaju zlo.
Film ima dva različita završetka. U jednom Ash popije napitak pomoću kojega će utonuti u višestoljetni san i probuditi se u sadašnjosti. No budi se u budućnosti, u post-apokaliptičnome svijetu, očito zaspavši predugo. U drugom završetku, Ash se vraća u sadašnjost i otkriva da je zlo ponovno oživjelo, te preuzima na sebe ulogu borca protiv zlih sila.

## Osobnost
Ashova osobnost i stanje uma mjenjaju se drastično tijekom serijala. U The Evil Deadu on je veseljak, pomalo rezerviran koji je neiskusan i bojažljiv, no u nastavcima postaje hrabra, pouzdana i neustrašiva osoba. Ovdje Ash postaje poznat po svojim specifičnim ciničnim macho replikama.

## Oprema i sposobnosti
Ash je poznat po dva glavna oružja, a to su: Boomstick, odsječena Remington sačmarica kalibra 12, te crvenom motornom pilom koja mu služi kao zamjena desnoj šaci, koju je odsjekao nakon što je postala opsjednuta zlim duhom.
Bruce Campbell je jednom izjavio kako je Ash nesposoban u svemu osim u borbi protiv sila zla. Ash poznaje osnove borbe borbe prsa o prsa, te znanje u korištenju raznog oružja. U filmu Army of Darkness Ash podučava Arthurove ljude borilačkim vještinama.
Najveća vrlina je njegova dosjetljivost i snlažljivost. Od drugog nastavka pokazuje nevjerojatnu vještinu u stvaranju raznih pomagala, od svoje potpuno funkcionalne metalne ruke, pravljenja baruta poznajući samo osnovnu formulu spoja iz knjige o kemiji pa do izuma parnog kotla te korištenja istog za pogon Deathcoastera, oružanog vozila koje je uništeno u posljednjoj borbi. Ime Deathcoaster nije spomenuto u samome filmu, već se nalazilo u scenariju za film i promotivnome materijalu.

## Razne inkarnacije

#### Zli Ash (eng.Evil Ash)
Ashova tamna strana manifestira se kao odvojeno biće najprije u Evil Deadu II, gdje se pojavljuje kao odraz u ogledalu koji ga muči sjećanjem na mrtvu djevojku Lindu. Ash ga pokuša ugušiti, samo da bi shvatio kako zapravo guši samoga sebe. Ta tamna strana se kasnije odvoji i stvori novo biće, postajući Zli Ash. Ash ga ubija sa sačmaricom te ga raskomada i zakopa. No, Zli Ash oživljava i postaje vođa Vojske Mrtvih, te pretvora Ashovu ljubav gospu Sheilu u demonsko biće. U borbi, Ash ga spali, no Zli Ash ne umire već se nastavlja boriti kao kostur da bi napokon bio uništen u eksploziji vreće baruta.
Vraća se u videoigri Evil Dead: Hail to the King, nakon što Ashova opsjednuta ruka ponovo oslobodi zle sile, izašavši iz zrcala u kolibi. Savlada Asha u borbi te bježi. No, ova verzija Zlog Asha više sliči Ashu Zombiju i ima mogućnost ispaljivanja vatrenih kugli i metamorfoze. Naposljetku, Zli Ash biva uništen od strane "dobroga" Asha.
Također, Zli Ash se pojavljuje u nastavcima serijala u obliku stripa, izgledom sličniji onome iz filma Army of Darkness.

#### Deadite Ash
Deadite Ash dolazi iz druge priče. U videoigri Evil Dead: Regeneration ova verzija Asha nazvana je Zli Ash (Sam ga naziva Pokvarenim Ashom). Deadite Ash je Ash opsjednut Kandarijskim demonom pretvorivši se u čudovišnu verziju samoga sebe, sada znatno snažniji i brutalniji. U Evil Deadu II, sunčeva svjetlost i uspomena na Lindu istjeraju demona i vrate "staroga" Asha. U Evil Dead: Regenerationu, svjetlost ne utječe na Deadite Asha. Deadite Ash je potpuno poludjelo, nerazumno stvorenje koje uništava sve pred sobom, dok "dobri" Ash zadržava mali stupanj kontrole nad njime. Ne, transformacija je kratkotrajna. Demoni pri kraju igre govore kako je Ash "već jedan od njih", što je moguća referenca na Deadite Asha. Također, Ashova sačmarica i motorna pila su tijekom transformacije razornija i nanose više štete.

#### Ashley G. Williams
Ovaj Ash Williams dio je Marvel Zombies serijala. Običan službenik S-Marta, Ash se bori protiv zombi superheroja. No, ubija ga zombi Howard the Duck, kao posljedicu odvlačenja pažnje i neopreznosti nakon susreta s Ashleyem J. Williamsom.
Za razliku od "pravog" Asha, ova verzija nikada nije bila upletena u događaje oko kolibe i Necronomicona jer ima obje šake i nedostaju mu ožiljci na licu koje je Ash zaradio tijekom borbi sa zlim silama. Osjeća da je bio predodređen za velike stvari u životu, ali pored superheroja ljudi ga nikada nisu doživljavali kao nekoga posebnoga, pa je odlučio ostati u S-Martu, živeći sam. U Marvel Zombies serijalu Necronimcon se nalazi u provatnoj knjižnici Doctora Dooma.
Poput Ashelya J. Williamsa, ovaj Ash kao oružje koristi sačmaricu i motornu pilu. Nije poznato koliko je uspjeha imao u borbama brije nego li ga je Howard ubio. No, prikazan je pri susretu sa zombi verzijom Multiple Mana. Također, raskomadao je Hulklingovo truplo.

## Život izvan filmske trilogije
Od Army of Darknessa Ash se pojavio u mnogim videoigrama i strip adaptacijma, gdje nastavlja borbu protiv demona uz njegove karakteristične, cinične replike. Pojavio se u stripu Army of Darkness vs. Re-Animator u kojemu je zatvoren u umobolnicu i prisiljen je boriti se protiv poremećenoga doktora Herberta Westa. Nedavno se borio protiv Dracule zajedno s Darkmanom, u stripu Darkman vs. Army of Darkness. 
U 2005. godini, pojavila se glasina da bi se Ash mogao pojaviti u nastavku filma Freddy vs. Jason. No, Raimi je odbio ponudu jer je smatrao da bi bilo nepravedno govoriti drugome redatelju što smije, a što ne smije činiti s Ashom. To bi bilo neophodno, jer Raimi ima planove za lik Asha u budućnosti.
Od druge polovice 2006. godine, poajvile su se nove glasine o udurživanju Freddyja, Jasona i Asha. No, Sam Raimi i Bruce Campbell nisu potvrdili glasinu. Campbell je na originalnu ideju rekao "Ash bi orao pobijediti, ili ja neću sudjelovati." Bruce Campbell je jednom prilikom na upit obožavatelja da li misli snimiti film Freddy vs. Jason vs. Ash odgovorio "Vi ste budala."
Marvel Comics je najavio mješavinu Evil Dead i Marvel Zombi svemira, miniseriju u pet dijelova čija se premijera očekuje u 2007. godini, a nazvana je Marvel Zombies vs. The Army of Darkness

### Transformacija u stripu
Na alternativnoj naslovnici stripa Army of Darkness #13 The Death of Ashley J. Williams, prikazana je zombi verzija Asha. Autor naslovnice je crtač Marvel Zombies serijala Sean Phillips. Naslovnica je možda "što ako?" prikaz. No, ova informacija se neće moći potvrditi do zvršetka serijala Marvel Zombies vs. The Army of Darkness. Važno je napomenuti da je prikazana verzija Asha drugačija od Deadite Asha ili Zlog Asha. Ovaj Ash zaražen je "Super Virusom" koji napada Marvelove superheroje i pretvara ih u zombije, a nije posljedica opsjednutosti demonima.

## My Name Is Bruce
My Name Is Bruce naslov je nadolazećeg filma za kojega je scenarij napisao Bruce Campbell, koji je također režira i producira film. U filmu, Campbell glumi samoga sebe kojega mještani maloga gradića u Oregonu zamjenjuju za Asha iz serijala The Evil Dead te ga otimaju u nadi da će im pomoći ubiti čudovište koje terorizira mještane.

## Vanjske poveznice
- Službena stranica Brucea Campbella
- Bruce Campbell u internetskoj bazi filmova IMDb-u (engl.)